# Steinkreise im Burnmoor

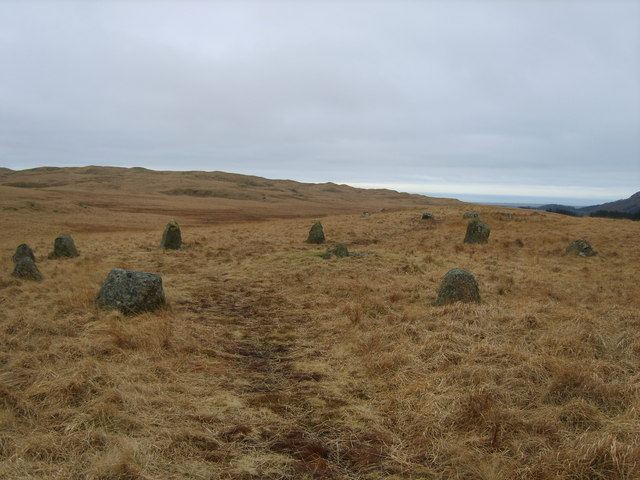
White Moos Steinkreis

Die Steinkreise im Burnmoor sind eine Gruppe von fünf, etwa 4000 Jahre alten bronzezeitlichen Steinkreisen, etwa 1,6 km nördlich des Dorfes Boot im Lake District im Südwesten von Cumbria in England.

## Brat’s Hill Steinkreis
Brat’s Hill (auch Eskdale genannt) ist der größte Steinkreis mit etwa 42 Steinen, die einen unregelmäßigen Kreis mit einem Durchmesser von etwa 30,0 Metern bilden. Innerhalb des Kreises liegen fünf kleine Cairns und zwei weitere Steine. Etwa 10,0 Meter nordwestlich des Kreises liegt ein Outlier (Außenstein).

## White Moss Steinkreise
Etwa 100 Meter nordwestlich des Steinkreises von Brat’s Hill liegt der Steinkreis White Moss North East. Er hat etwa 16,0 Meter Durchmesser und 11 Steine. White Moss South West liegt 54 m weiter und hat etwa 16,5 Meter Durchmesser und 14 Steine. Die Steinkreise haben innere Cairns.

## Low Longrigg Steinkreise
Etwa 400 Meter nordwestlich des Steinkreises von Brat’s Hill liegen die beiden Steinkreise von Low Longrigg. Der unregelmäßige Kreis von Low Longrigg North East hat etwa 21,0 Meter Durchmesser und 15 Steine. Er enthält zwei Cairns. Low Longrigg South West hat etwa 15 Meter Durchmesser und neun Steine. Er enthält einen mittigen Cairn.

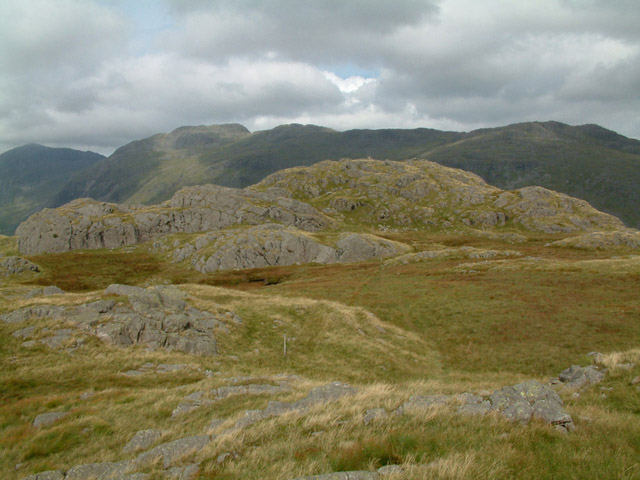
Der Berg Hard Knott
Brat’s Hill
Einer der White Moss Kreise
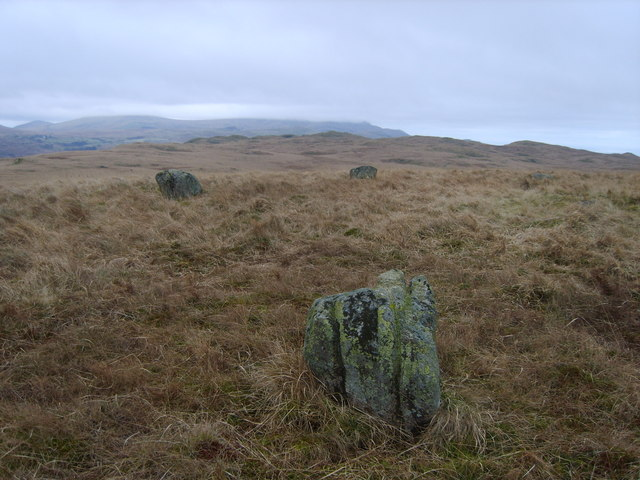
Einer der Low Longrigg Kreise
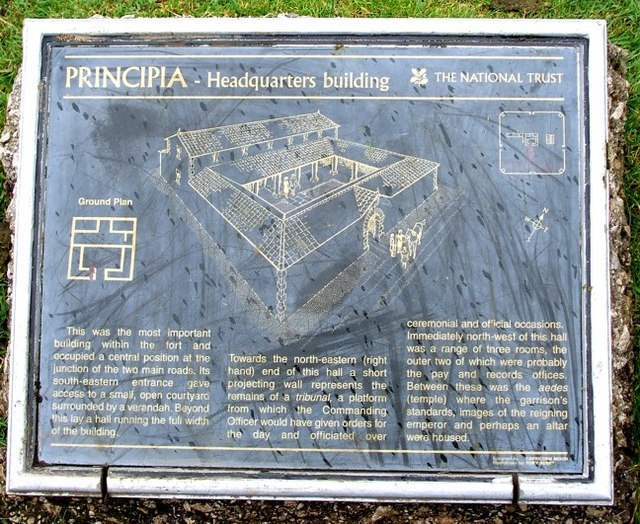
Römerfort

In der der Nähe liegen der Berg Hard Knott, der Hardknott Pass und Reste des römischen Forts.